# روزل پارک، نیوجرسی
روزل پارک (به انگلیسی: Roselle Park) شهری در ایالت نیوجرسی کشور ایالات متحده آمریکا است که جمعیت آن در سرشماری سال ۲۰۱۰ میلادی، ۱۳٬۲۹۷ نفر بوده‌است.